# Тюремний замок (Кишинів)
Тюремний замок (рум. Castelul-închisoare, рос. Тюремный замок) — в'язниця в історичному центрі Кишинева часів Російської імперії та Румунського королівства.

## Історія
В'язниця була спроєктована швейцарцем Джорджо Торрічеллі 1834 року. Будівництво розпочалося того ж року і завершилося за 30 років. 12 листопада 1864 року до в'язниці завели перших в'язнів. На зведення замку витратили близько 1 млн рублів Російської імперії. Торрічеллі запропонував незвичайний проєкт: замок мав форму квадрата, сторони якого орієнтувалися за географічними координатами і не збігалися із вуличною мережею міста. У напрямку вулиць збудували масивну круглу вежу заввишки понад 20 метрів. З обох боків від головної вежі були дві менші прямокутні. Головна вежа містила костел; у ній також була хрестоподібна щілина. Тюремний замок Кишинева також відомий як «Кишинівська Бастилія», «Бессарабська Бастилія», а в народі його називали «Глиняною цитаделлю».
Тюремний замок був частково пошкоджений під час землетрусу 10 листопада 1940 року. Через початок Другої світової війни відновлення споруди було неможливим. Частина замку, яка вціліла, стала основою для побудови сучасного тюремного комплексу № 13. Деякі збережені руїни замку дотепер доступні для огляду.

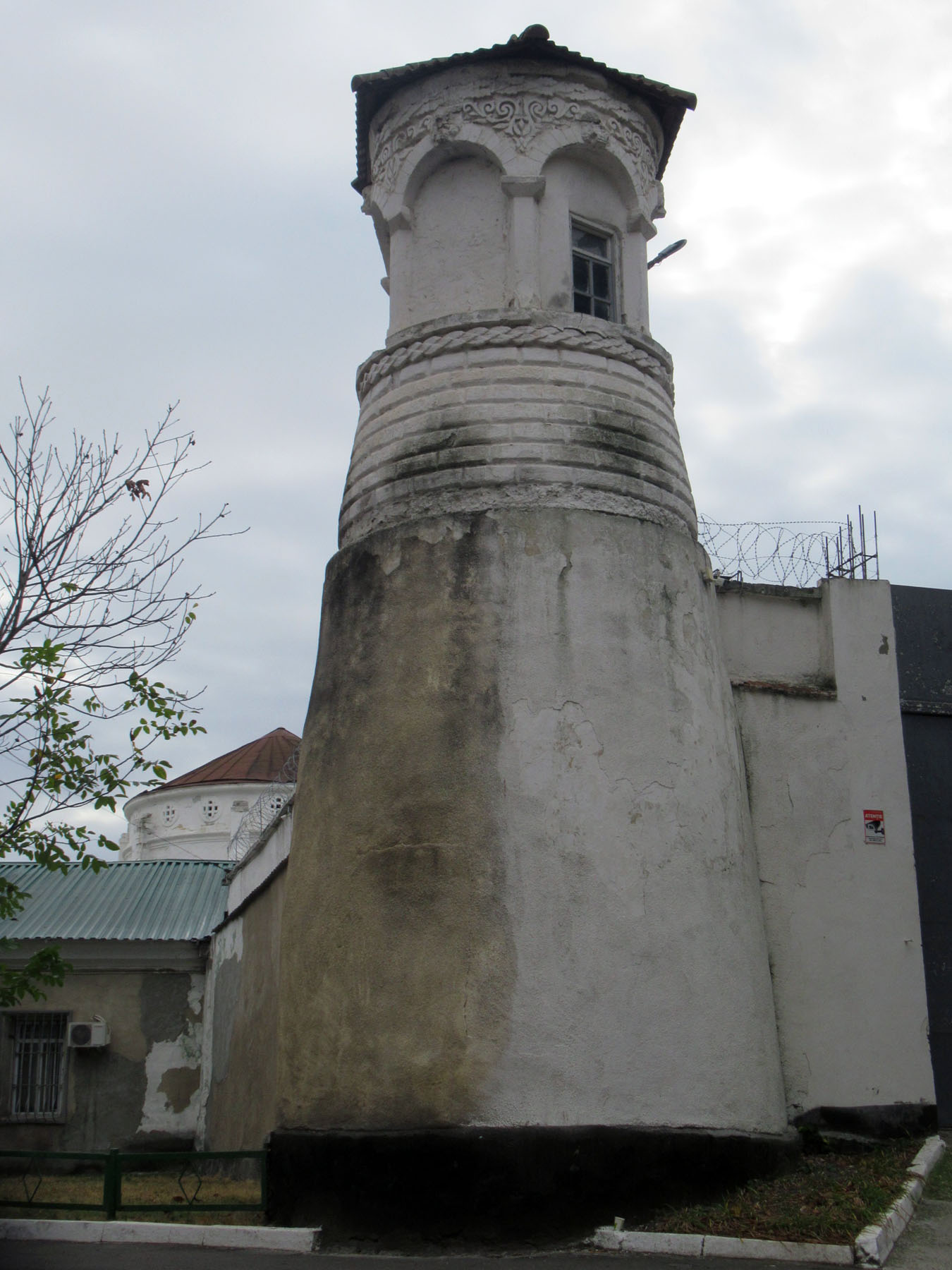
Вежа замку

2004 року в колонії стався бунт, який був викликаний важкими умовами перебування в тюрмі та швидко був придушений спецпризначенцями. Станом на зараз у в'язниці утримуються близько 1000 в'язнів.